# Comuna Rojîcina, Șepetivka
Rojîcina (în ucraineană Рожична) este o comună în raionul Șepetivka, regiunea Hmelnîțkîi, Ucraina, formată din satele Orlînți, Rojîcina (reședința) și Usteanivka.

## Demografie
Componența lingvistică a comunei Rojîcina
     Ucraineană (98,97%)
     Alte limbi (0,59%)
Conform recensământului din 2001, majoritatea populației comunei Rojîcina era vorbitoare de ucraineană (98,97%), existând în minoritate și vorbitori de alte limbi.